# 巴什坦卡
巴什坦卡（烏克蘭語：Баштанка，羅馬化：Bashtanka，發音：[bɐʃˈtɑnkɐ]）是乌克兰尼古拉耶夫州巴什坦卡區巴什坦卡市镇内的城市，为该区及该市镇的行政中心。該市距離州府尼古拉耶夫60公里，始建於1806年，面積7.14平方公里，海拔高度78米，2022年人口数量为12,180人。

## 來源
1. ↑  周定国 (编). . . 中国对外翻译出版公司. NLC 003756704.[]
2. ↑   (PDF).   [2023-01-04]. （原始内容存档 (PDF)于2022-08-10）.